# Zentralinstitut für Literaturgeschichte

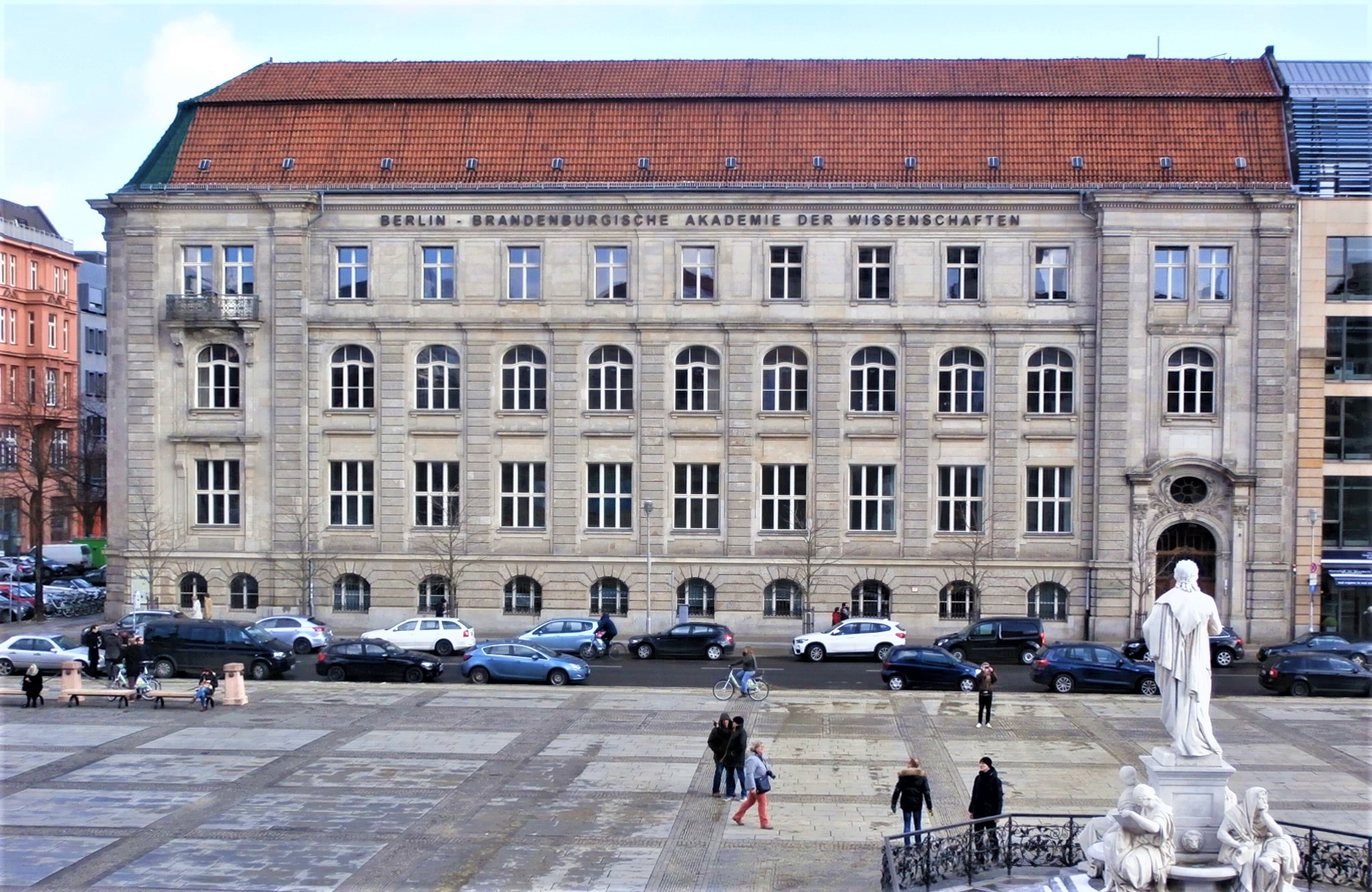
Der erste Institutssitz in der Akademie der Wissenschaften

Das Zentralinstitut für Literaturgeschichte der Akademie der Wissenschaften der DDR (ZIL) war ein Institut der Akademie der Wissenschaften der DDR in Ost-Berlin. Es bestand von 1969 bis 1991. Aus dem Zentralinstitut ging das 1996 gegründete Zentrum für Literaturforschung (ZfL) hervor.

## Geschichte

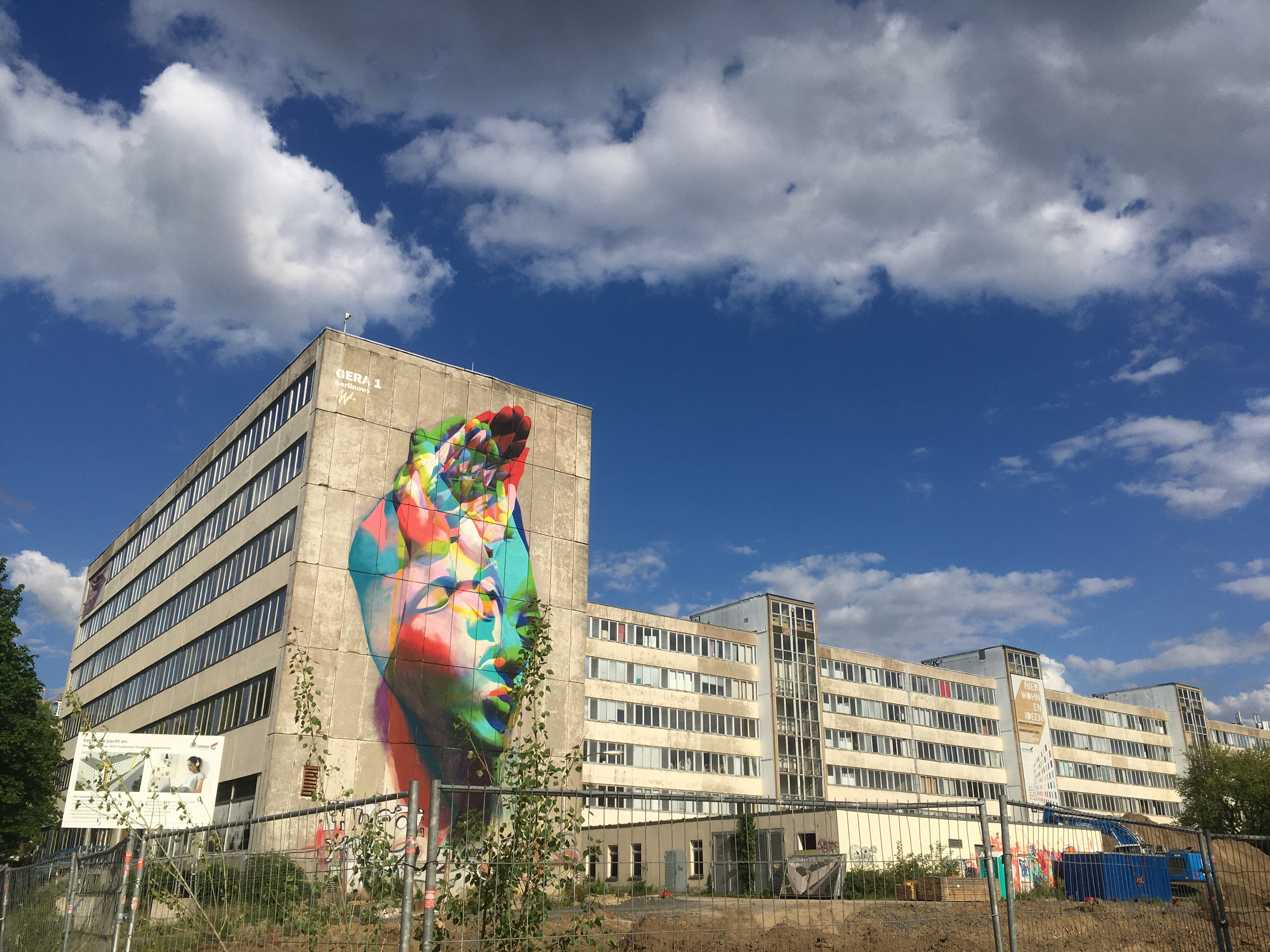
Der Sitz des Instituts in der Prenzlauer Promenade ab 1983

Das ZIL ging im Zuge einer Reform der Akademie der Wissenschaften aus dem Institut für deutsche Sprache und Literatur hervor. Der Institutssitz war zunächst in der Otto-Nuschke-Straße 22/23 (heute Jägerstraße) in Mitte, dem heutigen Gebäude der Berlin-Brandenburgischen Akademie der Wissenschaften. 1983 zog das Institut zusammen mit den gesellschaftswissenschaftlichen Instituten in einen Plattenbau in der Prenzlauer Promenade 149–152 in Pankow, der heute als Atelierhaus genutzt wird. Erster Direktor des Instituts war Werner Mittenzwei, anschließend der Slawist Gerhard Ziegengeist, der die Ausbürgerung Wolf Biermanns 1977 öffentlich befürwortete. Von 1981 bis 1990 war der Romanist Manfred Naumann Institutsdirektor. Im Zentralinstitut entstanden zahlreiche Werkausgaben und Enzyklopädien. Unter Karlheinz Barck wurde ab 1985 das Wörterbuch Ästhetische Grundbegriffe vorbereitet, das ab 2000 erschien.
Nach der Wende wurde das ZIL 1991 aufgelöst. Von 1992 bis 1996 wurde die Arbeit des Zentralinstituts im Forschungsschwerpunkt Literaturforschung innerhalb der von der Max-Planck-Gesellschaft betreuten Förderungsgesellschaft Wissenschaftliche Neuvorhaben unter Leitung von Eberhard Lämmert fortgeführt. Daraus entstand das Zentrum für Literaturforschung (ZfL, seit 2019 Leibniz-Zentrum für Literatur- und Kulturforschung), dessen Gründungsdirektor Lämmert von 1996 bis 1999 war. Nach der Auflösung des ZIL ging die Bibliothek in den Bestand des ZfL über.

## Bekannte Mitarbeiter
- Gerd Adloff (* 1952), Lyriker
- Werner Bahner (1927–2019), Romanist
- Karlheinz Barck (1927–2012), Romanist
- Simone Barck (1944–2007), Historikerin
- Petra Boden (* 1954), Germanistin
- Ganna-Maria Braungardt (* 1956), Übersetzerin
- Eberhard Dieckmann (1932–2021), Slawist
- Anton Hiersche (* 1934), Slawist
- Karlheinz Kasper (* 1933), Slawist
- Hans Kaufmann (1926–2000), Germanist
- Sebastian Kleinschmidt (* 1948), Publizist
- Leonore Krenzlin (* 1934), Germanistin
- Kurt Krolop (1930–2016), Germanist
- Klaus Michael (* 1959), Germanist
- Fritz Mierau (1934–2018), Slawist
- Werner Mittenzwei (1927–2014), Theaterwissenschaftler
- Ernst Müller (* 1957), Philosoph
- Manfred Naumann (1925–2014), Romanist
- Matthias Oehme (* 1954), Verleger
- Ingrid Pepperle (* 1935), Germanistin
- Henri Poschmann (1932–2022), Germanist
- Ludwig Richter (1934–2022), Slawist
- Rainer Rosenberg (1936–2021), Germanist
- Brigitte Sändig (* 1944), Romanistin
- Dieter Schiller (* 1933), Germanist
- Dieter Schlenstedt (1932–2012), Germanist
- Silvia Schlenstedt (1931–2011), Germanistin
- Ilse Seehase (1930–2001), Slawistin und Übersetzerin
- Björn Seidel-Dreffke (* 1963), Slawist, Übersetzer
- Ilja Seifert (1951–2022), Politiker
- Klaus Städtke (* 1934), Slawist
- Hans-Günther Thalheim (1924–2018), Germanist
- Wolfgang Thierse (* 1943), Politiker
- Nyota Thun (1925–2021), Slawistin
- Franziska Thun-Hohenstein (* 1951), Slawistin
- Robert Weimann (1928–2019), Anglist
- Thomas Wohlfahrt (* 1956), Schriftsteller
- Gerhard Ziegengeist (1927–2005),[6] Slawist